# Kristýna Petrová
Kristýna Petrová, z domu Havlíková (ur. 22 lipca 1992 w Pilźnie) – czeska szachistka, mistrzyni międzynarodowa od 2010 roku.

## Kariera szachowa
Wielokrotnie reprezentowała Czechy w mistrzostwach świata i Europy juniorów w różnych kategoriach wiekowych. Była również wielokrotną finalistką indywidualnych mistrzostw Czech, dwukrotnie (Ostrawa 2010, Pardubice 2011) zdobywając brązowe medale.
Normy na tytuł mistrzyni międzynarodowej wypełniła w 2009 r., na turniejach w Mariańskich Łaźniach, Frydku-Mistku oraz Ołomuńcu.
Wielokrotnie reprezentowała Czechy w turniejach drużynowych, m.in.:
- trzykrotnie na olimpiadach szachowych (w latach 2010, 2012, 2014)[2],
- dwukrotnie na drużynowych mistrzostwach Europy (w latach 2011, 2013)[3],
- na turnieju o Puchar Mitropa (Mitropa Cup) (w roku 2010)[4],
- dwukrotnie na drużynowych mistrzostwach Europy juniorów do 18 lat (w latach 2009, 2010); medalistka: wspólnie z drużyną – brązowa (2010) oraz indywidualnie – srebrna (2010 – na I szachownicy)[5].

Najwyższy ranking w dotychczasowej karierze osiągnęła 1 września 2010 r., z wynikiem 2318 punktów zajmowała wówczas 3. miejsce (za Janą Jackovą i Evą Kulovaną) wśród czeskich szachistek.